# (3014) Huangsushu
(3014) Huangsushu (1979 TM) – planetoida z pasa głównego asteroid okrążająca Słońce w ciągu 3,64 lat w średniej odległości 2,36 j.a. Odkryta 11 października 1979 roku.